# Відеотермінал
Відеотермінал — пристрій для дистанційного введення або виведення інформації в обчислювальних системах, оснащене екраном візуального контролю (в інформатиці).
Термінали для відеозв'язку — це пристрої нового покоління, що надають послуги голосового і відеозв'язку.
Крім послуг зв'язку термінали можуть забезпечити доступ до мережі Інтернет і виконувати функцію інформаційного кіоску.

## Класи відеотерміналів
- Економ-клас
- Бізнес-клас
- мобільний відеотермінал
- Відеозв'язок для конференцзалів
- відеонаради

### Економ-клас
Економічний, але функціональний варіант, завдяки тому, що кодування і розкодування відеосигналу відбувається програмно.
У комплект входять:
- Персональний комп'ютер з процесором Pentium IV
- Ліцензійне програмне забезпечення
- Вебкамера
- мікрофон
- Навушники

Відеотермінал може виконувати роль звичайного робочого комп'ютера.

### Бізнес-клас
Оптимальний варіант ціна/якість. Це досягає за рахунок того, що в персональний комп'ютер вбудовується спецобладнання (апаратний кодек), що забезпечує найвідповідальнішу частину процесу відеозв'язку: кодування/декодування сигналу і компенсація «завад в мережі» (зниження пропускної здатності каналу Інтернет). Менш відповідальні операції виконує комп'ютер.
Характеристики обладнання:
- Екран 352х288, до 30 кадрів в секунду
- Відеокамера 512х582, фокусна відстань 3,8 мм, мінімальне освітлення 10 lux, вбудований мікрофон
- Звук
  - Автоматичне шумо та ехопоглинання
  - Автоматичний контроль посилення
- Робота з даними
  - Передача файлів
  - Апаратне
- Можливість підключення додаткового обладнання
  - Додаткова відеокамера або відеомагнітофон (C/DVD)
  - Телефонна трубка
  - Зовнішній мікрофон
  - Динаміки
- Особливості установки
  - Плата, що встановлюється в системний блок комп'ютера

## Корисні можливості сучасного обладнання для відеозв'язку
- Проведення конференц-зв'язку з необмежено великою кількістю учасників
- Шифрування сигналу
- Спільна робота з документами
- Наводка камери по голосу
- Управління камерою із віддаленого офісу